# Robert Coppée
Robert Victor Joseph Coppée (* 23. April 1895 in Haine-Saint-Pierre; † 1970) war ein belgischer Fußballspieler. Er war 1920 Olympiasieger und 1923 belgischer Meister. 

## Karriere
Coppée war ab 1908 bei Royale Union Saint-Gilloise und spielte von 1913 in der ersten Mannschaft. Insgesamt bestritt er 116 Erstligaspiele, in denen er 91 Tore erzielte. In der Saison 1922/23 gewann seine Mannschaft den belgischen Meistertitel. 1919/20, 1920/21 und 1923/24 war Saint-Gilloise jeweils Zweiter. 1929 beendete Coppeé seine Karriere.
Coppée debütierte 1919 in der belgischen Nationalmannschaft. 1920 war Antwerpen Austragungsort der Olympischen Spiele. Im olympischen Fußballturnier erreichte die belgische Mannschaft kampflos das Viertelfinale. Im Viertelfinale besiegten die Belgier die spanische Mannschaft mit 3:1. Coppée erzielte alle drei Treffer. Nach einem 3:0-Sieg im Halbfinale führten die Belgier im Finale gegen die Tschechoslowaken mit 2:0, wobei Coppée das erste Tor erzielte. In der 39. Minute pfiff der Schiedsrichter ein Foul von Karel Steiner an Coppée, woraufhin die tschechoslowakische Mannschaft den Platz verließ und sich auch nicht zu einer Rückkehr bewegen ließ. Damit waren die Belgier vor heimischem Publikum Olympiasieger. Insgesamt bestritt Robert Coppée 15 Länderspiele, in denen er 9 Tore erzielte. Sein letztes Länderspiel absolvierte er bei der 1:8-Niederlage gegen die schwedische Mannschaft im Auftaktspiel bei den Olympischen Spielen 1924.